# West Somerset Railway
Die West Somerset Railway ist eine Museumsbahn in der englischen Grafschaft Somerset. Ihre 20 Meilen (36,6 km) lange Strecke führt von Bishops Lydeard über Crowcombe Heathfield, Stogumber, Williton, Doniford Halt (optionaler Halt), Watchet, Washford, Blue Anchor und Dunster bis nach Minehead.

## Geschichte
In den 1840er und 1850er Jahren wurde begonnen, die Bristol and Exeter Railway nach Süden zu erweitern. Ausgangspunkt war die Stadt Watchet, über deren Hafen Handel betrieben wurde. Die nächstmögliche Anschlussstelle an der Bristol and Exeter Railway war die etwa 12 Meilen entfernte Stadt Taunton. Watchet war 1856 über die West Somerset Mineral Railway an die Kohlenbergwerke in den Brendon Hills angebunden.
1856 wurde mit dem Bau der Strecke zwischen Watchet und Taunton, die über Bishops Lydeard verläuft, begonnen. 1862 wurde diese Strecke eröffnet. 1874 wurde der Verlauf von Watchet nach Minehead erweitert, formal durch eine Firma namens Minehead Railway, de facto wurde aber alles durch die Bristol and Exeter Railway geplant. Zunächst war der Streckenteil zwischen Watchet und Minehead mit einer Spurweite von 7 Fuß 1/4 Zoll (2140 mm) gebaut worden, diese wurde aber im Jahr 1882 auf die übliche Regelspur von 4 Fuß 8 1⁄2 Zoll (1435 mm) verkleinert.
1890 wurde die Bristol and Exeter Railway von der Great Western Railway übernommen.
Während in den 1950er und 1960er Jahren die Bahn an den Wochenenden noch häufig durch Urlauber genutzt wurde, wurde der staatliche Betrieb durch die zunehmende Nutzung von privaten Pkws und die Umstellung des Schulverkehrs auf einen Busbetrieb im Januar 1971 ganz eingestellt.

## Museumsbahn
Im Februar 1971 begannen die ersten Verhandlungen zur privaten Übernahme der Strecke. Nach erfolgreichem Abschluss wurde sie zu Ostern 1976 zwischen Minehead und Blue Anchor wiedereröffnet, im Jahr 1979 fuhren die Züge weiter bis nach Bishops Lydeard. Die Strecke zwischen Bishops Lydeard und Taunton wird inzwischen nicht mehr regelmäßig von der Bahn befahren.
Durch den Einsatz von mehreren Dampfloks und die Anmietung der „Evening Star“ der BR-Standardklasse 9F, der 1960 als letzte für British Railways gebauten Dampflokomotive, im Jahr 1989, wendete sich nach einer längeren, wirtschaftlich schwierigen Zeit das Blatt. Mit steigenden Einnahmen konnte auch in die Strecke investiert werden. Inzwischen fahren etwa 200.000 Passagiere jedes Jahr mit der Museumsbahn.

## Galerie

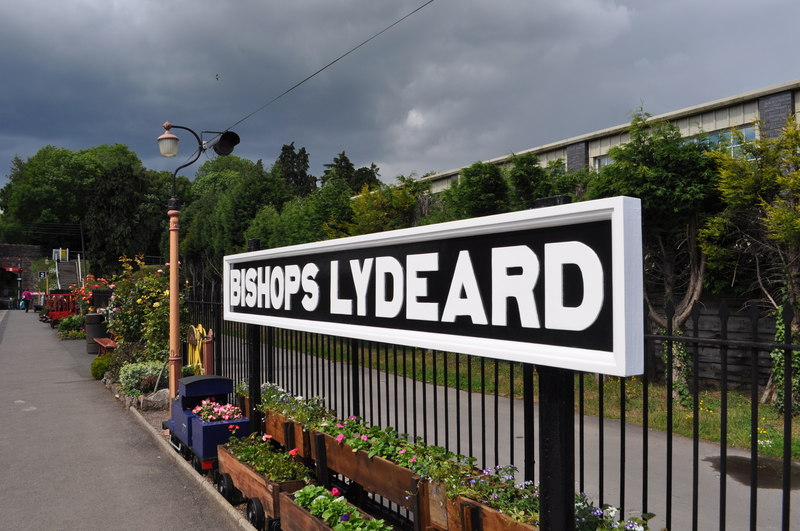
Bishops Lydeard Station
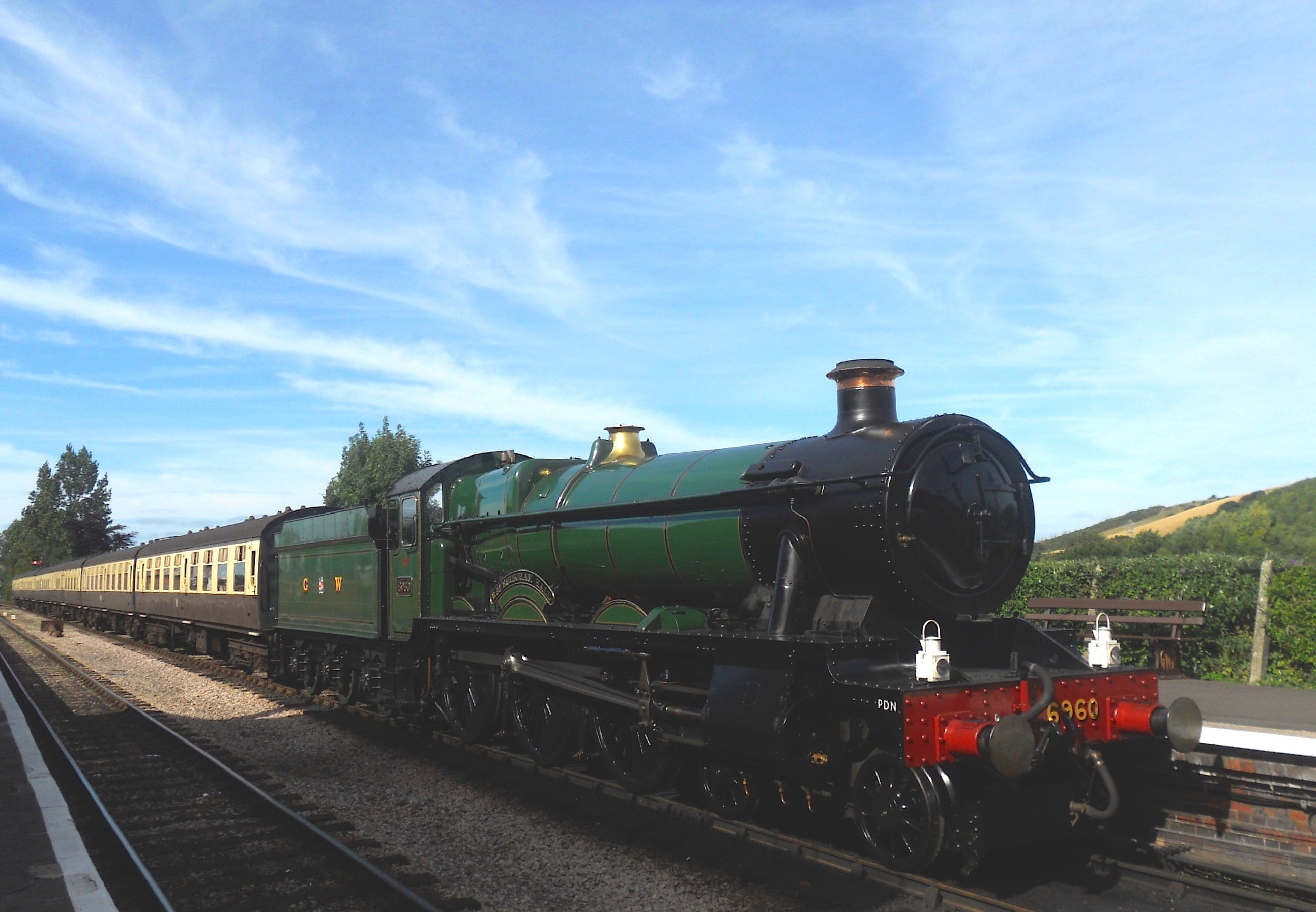
GWR 4-6-0 Class 6959/Modified Hall No. 6960 'Raveningham Hall' in Williton Station
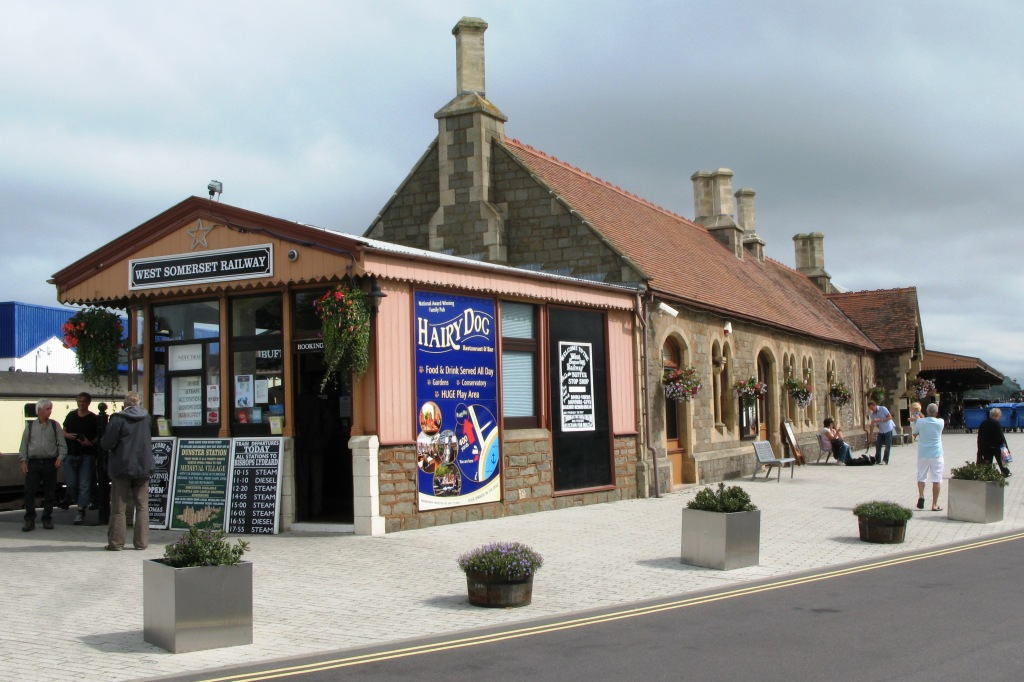
Minehead Station